# Fundacja Huberta Jerzego Wagnera
Fundacja Huberta Jerzego Wagnera – fundacja z siedzibą w Olsztynie, stworzona przez grupę ludzi, która zgromadziła się wokół Jerzego Mroza podczas prac organizacyjnych przed I Memoriałem Huberta Jerzego Wagnera (2003 r.). Jej zadaniem jest popularyzacja siatkówki oraz organizacja corocznego turnieju (memoriału) poświęconego pamięci najwybitniejszego szkoleniowca w historii siatkówki w Polsce. Na jej czele stoi pomysłodawca oraz główny organizator turnieju - Jerzy Mróz. Fundacja Huberta Jerzego Wagnera w swojej statutowej działalności wspiera rozwój piłki siatkowej w województwie warmińsko-mazurskim (przez liczne: turnieje, podarunki w formie pomocy sportowych i stypendia).